# Mamonowo (stacja kolejowa)
Mamonowo – stacja kolejowa w Mamonowie, w obwodzie królewieckim, w Rosji.

## Kolejowe przejście graniczne
Stacja Mamonowo jest także kolejowym przejściem granicznym (Braniewo-Mamonowo).

## Historia
Stacja została otwarta w XIX w. na Pruskiej Kolei Wschodniej (berlińsko-królewieckiej). Po II wojnie światowej została sowiecką (później rosyjską) stacją graniczną na granicy z Polską.